# Calydna charila
Calydna charila is een vlindersoort uit de familie van de prachtvlinders (Riodinidae), onderfamilie Riodininae.
Calydna charila werd in 1854 beschreven door Hewitson.